# Atopogestidae
Atopogestidae é uma família de milípedes pertencente à ordem Spirostreptida.
Géneros:
- Atopogestus Kraus, 1966